# Biathlon ai I Giochi olimpici giovanili invernali
Le gare di biathlon dei I Giochi olimpici giovanili invernali si sono svolte alla Seefeld Arena di Innsbruck, in Austria, dal 15 al 21 gennaio 2012. In programma 6 eventi.

## Calendario
| Ragazzi | 7,5 km sprint | 10 km inseguimento  |  |  |                 |  |                                | 2 |
| Ragazze | 6 km sprint   | 7,5 km inseguimento |  |  |                 |  |                                | 2 |
| Misti   |               |                     |  |  | Staffetta mista |  | Staffetta mista fondo-biathlon | 2 |
| Totale  | 2             | 2                   |  |  | 1               |  | 1                              | 6 |

## Podi

### Ragazzi
| Evento                        | Oro                     | Tempo   | Argento             | Tempo   | Bronzo                 | Tempo   |
| 7,5 km sprint (dettagli)      | Cheng Fangming Cina     | 19'21"7 | Rene Zahkna Estonia | 19'43"0 | Aristide Begue Francia | 19'48"5 |
| 10 km inseguimento (dettagli) | Niklas Homberg Germania | 28'43"1 | Rene Zahkna Estonia | 28'52"6 | Cheng Fangming Cina    | 28'57"7 |

### Ragazze
| Evento                  | Oro                      | Tempo   | Argento                       | Tempo   | Bronzo                        | Tempo   |
| Sprint (dettagli)       | Franziska Preuß Germania | 17'27"7 | Galina Višnevskaja Kazakistan | 17'55"2 | Ul'jana Kajševa Russia        | 18'00"9 |
| Inseguimento (dettagli) | Ul'jana Kajševa Russia   | 26'01"3 | Franziska Preuß Germania      | 26'29"2 | Galina Višnevskaja Kazakistan | 27'44"4 |

### Misti
| Evento                                    | Oro                                                                         | Tempo     | Argento                                                                     | Tempo     | Bronzo                                                              | Tempo     |
| Staffetta mista (dettagli)                | Germania Franziska Preuß Laura Hengelhaupt Maximilian Janke Niklas Homberg  | 1h11'06"8 | Norvegia Kristin Sandeggen Karoline Næss Håkon Livik Kristian André Ålerud  | 1h13'11"7 | Francia Léa Ducordeau Chloé Chevalier Fabien Claude Aristide Begue  | 1h13'27"8 |
| Staffetta mista fondo-biathlon (dettagli) | Germania Franziska Preuß Victoria Carl Maximilian Janke Christian Stiebritz | 1h04'23"4 | Russia Ul'jana Kajševa Anastasija Sedova Ivan Galuškin Aleksandr Seljaninov | 1h05'22"5 | Stati Uniti Anna Kubek Heather Mooney Sean Doherty Patrick Caldwell | 1h05'23"0 |

## Medagliere
| Posizione | Paese       | Oro | Argento | Bronzo | Totale |
| --------- | ----------- | --- | ------- | ------ | ------ |
| 1         | Germania    | 4   | 1       | 0      | 5      |
| 2         | Russia      | 1   | 1       | 1      | 3      |
| 3         | Cina        | 1   | 0       | 1      | 2      |
| 4         | Estonia     | 0   | 2       | 0      | 2      |
| 5         | Kazakistan  | 0   | 1       | 1      | 2      |
| 6         | Francia     | 0   | 0       | 2      | 2      |
| 7         | Stati Uniti | 0   | 0       | 1      | 1      |
| Totale    | Totale      | 6   | 6       | 6      | 18     |